# Amphilius
Amphilius is een geslacht van meervalachtigen in de familie van de Amphiliidae (kuilwangmeervallen). Synoniemen zijn: 
- Anoplopterus (Pfeffer, 1889)
- Chimarrhoglanis (Vaillant, 1897)

Het geslacht werd als eerst beschreven door Albert Günther in 1864.

## Soorten
Het geslacht telt 27 soorten:
- Amphilius atesuensis Boulenger, 1904
- Amphilius athiensis Thomson & Page, 2010
- Amphilius brevis Boulenger, 1902
- Amphilius caudosignatus Skelton, 2007
- Amphilius chalei Seegers, 2008
- Amphilius cryptobullatus Skelton, 1986
- Amphilius dimonikensis Skelton, 2007
- Amphilius grandis Boulenger, 1905
- Amphilius jacksonii Boulenger, 1912
- Amphilius kakrimensis Teugels, Skelton & Lévêque, 1987
- Amphilius kivuensis Pellegrin, 1933
- Amphilius korupi Skelton, 2007
- Amphilius krefftii Boulenger, 1911
- Amphilius lamani Lönnberg & Rendahl, 1920
- Amphilius lampei Pietschmann, 1913
- Amphilius laticaudatus Skelton, 1984
- Amphilius lentiginosus Trewavas, 1936
- Amphilius longirostris (Boulenger, 1901)
- Amphilius maesii Boulenger, 1919
- Amphilius mamonekenensis Skelton, 2007
- Amphilius natalensis Boulenger, 1917
- Amphilius nigricaudatus Pellegrin, 1909
- Amphilius opisthophthalmus Boulenger, 1919
- Amphilius platychir (Günther, 1864)
- Amphilius pulcher Pellegrin, 1929
- Amphilius rheophilus Daget, 1959
- Amphilius uranoscopus (Pfeffer, 1889)
- Amphilius zairensis Skelton, 1986